# Воронцівка (Миколаївський район)
Воронці́вка — село в Україні, у Сухоєланецькій сільській громаді Миколаївського району Миколаївської області. Населення становить 294 особи.

## Населення
Згідно з переписом УРСР 1989 року чисельність наявного населення села становила 316 осіб, з яких 146 чоловіків та 170 жінок.
За переписом населення України 2001 року в селі мешкало 289 осіб.

### Мова
Розподіл населення за рідною мовою за даними перепису 2001 року:
| Мова       | Відсоток |
| ---------- | -------- |
| українська | 83,33 %  |
| російська  | 12,93 %  |
| молдовська | 2,04 %   |
| білоруська | 1,36 %   |
| інші       | 0,34 %   |